# Deutz D-Serie

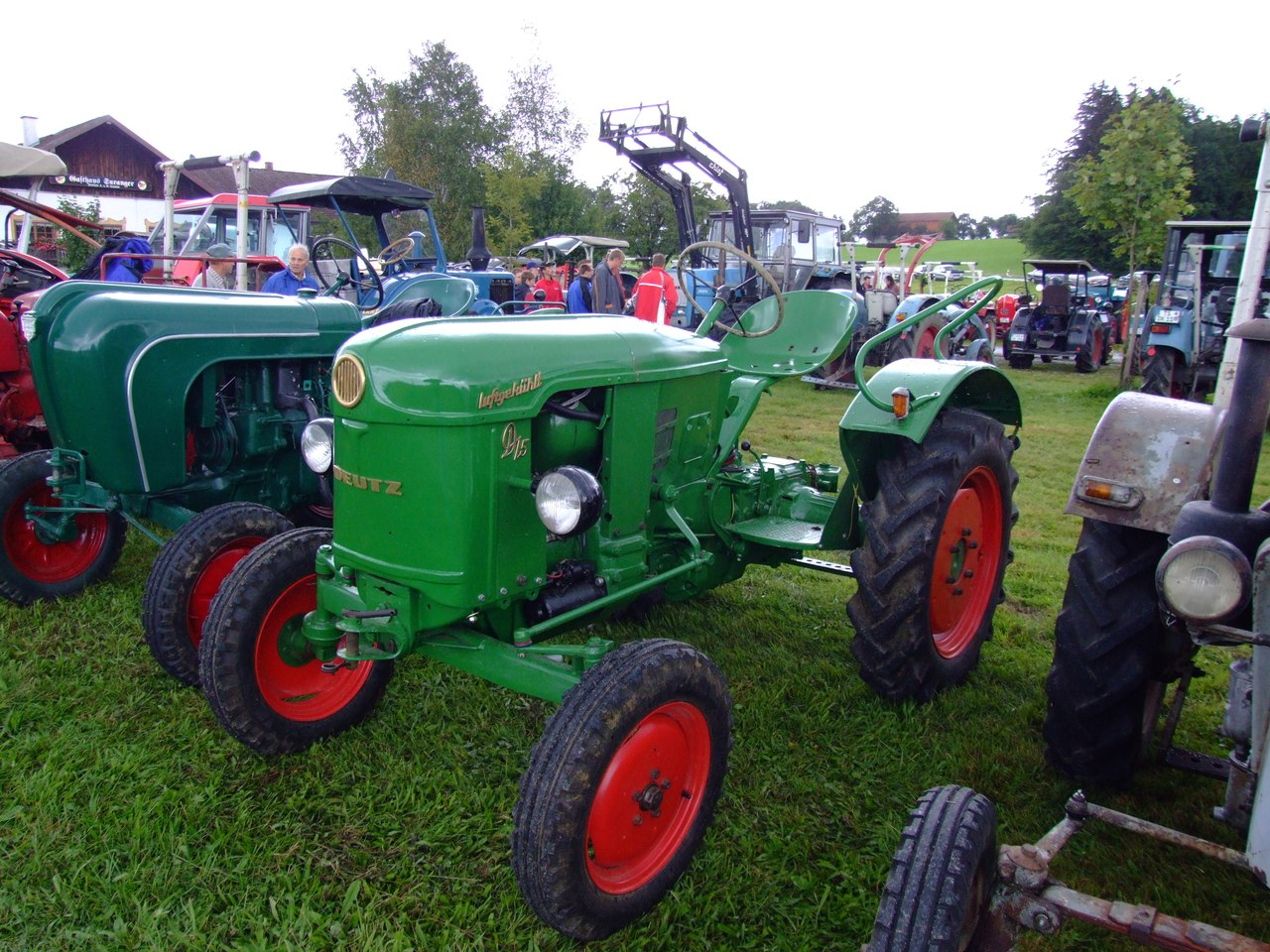
D 15, Baujahr 1959

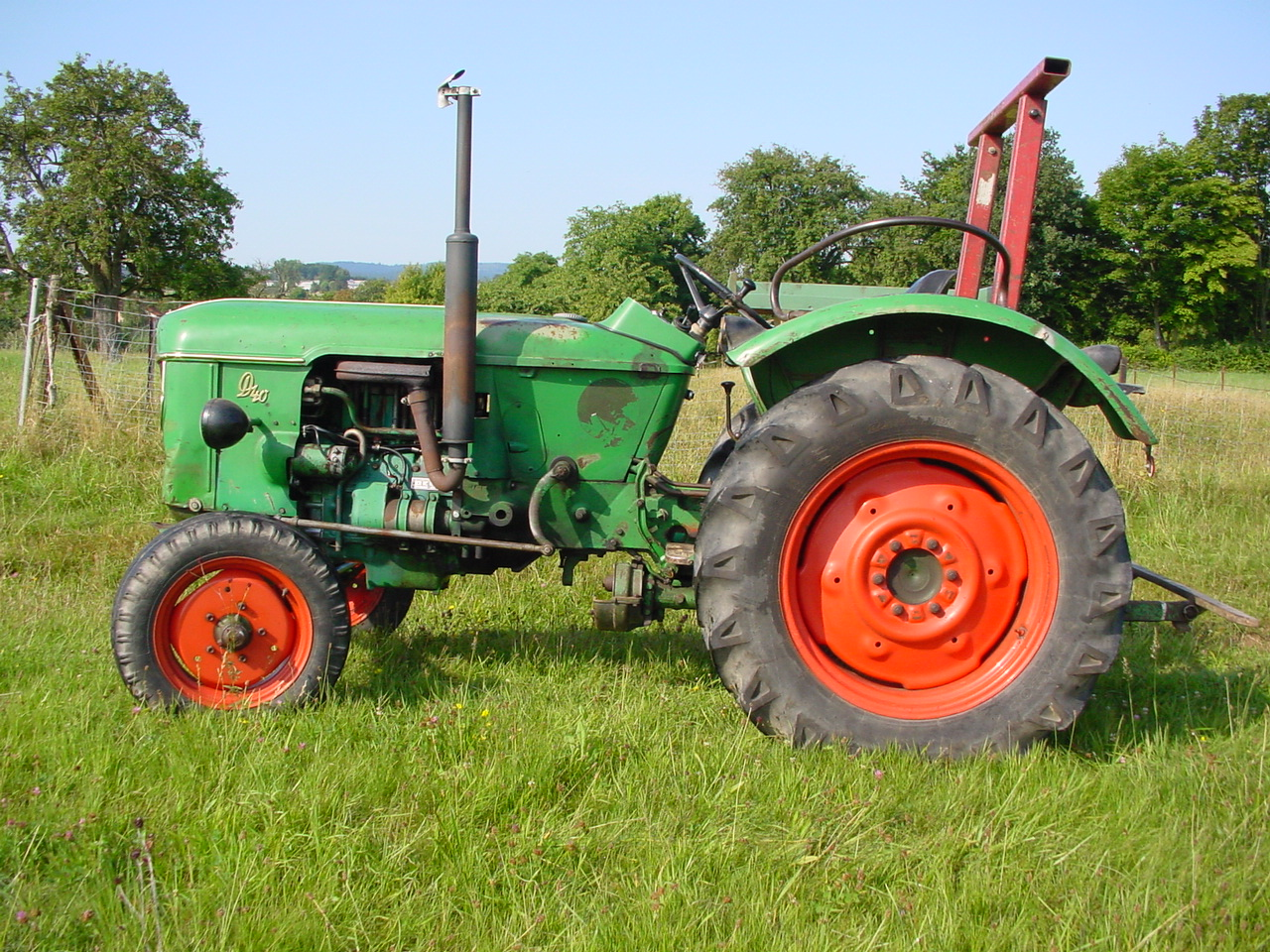
D 40.2, Baujahr 1963

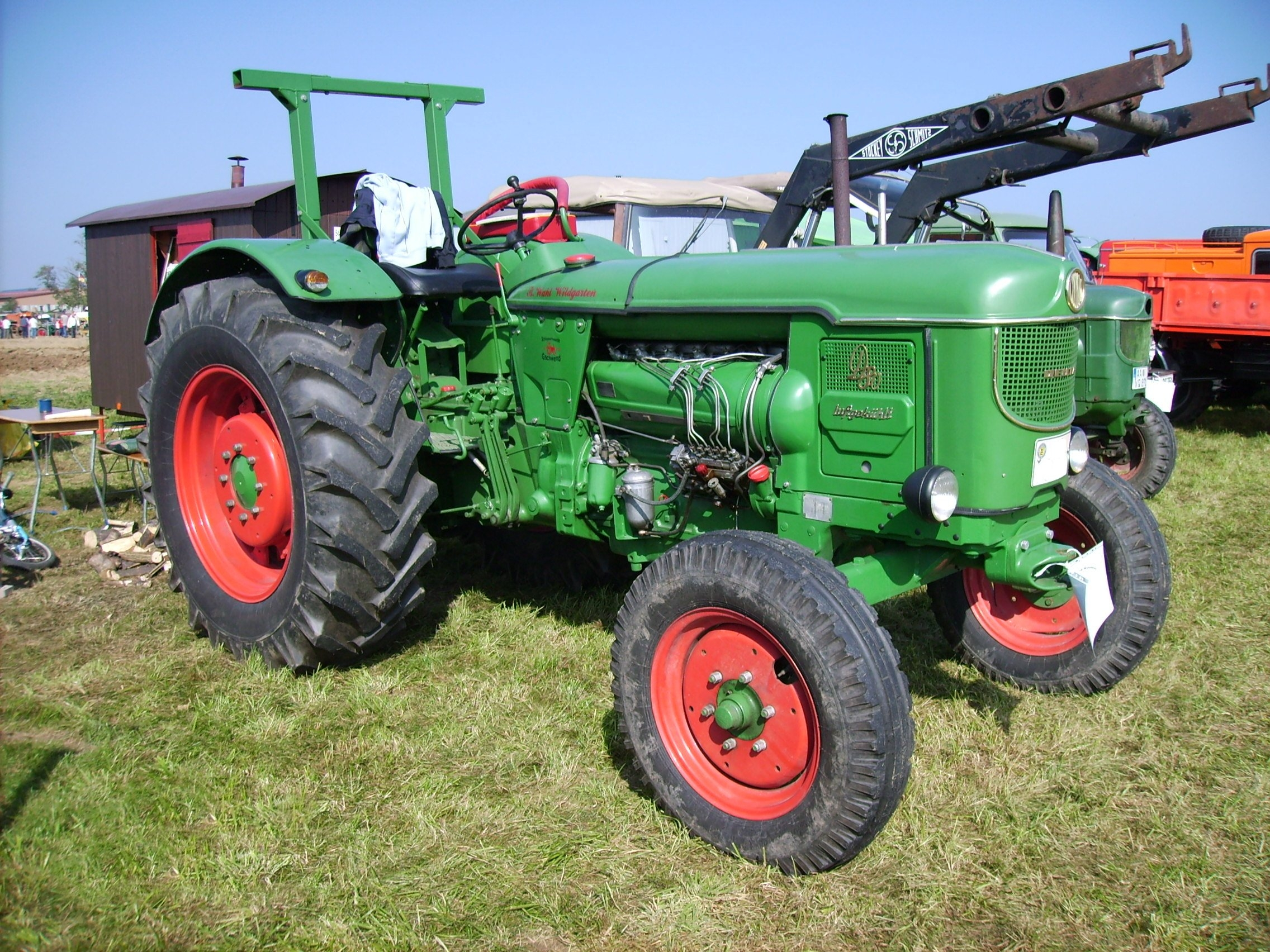
Deutz D 80 mit Fritzmeier-Umsturzbügel

Als Deutz D-Serie wird eine Produktionsreihe von Traktoren der Klöckner-Humboldt-Deutz AG (Marke Deutz) bezeichnet, welche zwischen 1959 und 1965 produziert wurde.
Zunächst wurden die Modelle D 15, D 25, und D 40 vorgestellt. Im Jahre 1960 folgten D 30 und D 50. Als letztes Modell der Baureihe wurde 1964 der D 80 vorgestellt. Der D 80 war der erste Deutz-Traktor mit einem Sechszylinder-Motor.
Abgelöst wurde die D-Serie von der D-05-Baureihe.

## D-Serie in Argentinien
Einige Modelle dieser Serie D wurden in DECA Deutz in Argentinien in den 60er Jahren produziert, parallel zu denen der Serie A.

## Technische Daten der Modelle
Auf der Basis der Grundmodelle (siehe nachstehende Tabelle) wurden während der siebenjährigen Produktionszeit auch zahlreiche Spezialtraktoren und Varianten entwickelt.
| Modell | Bauzeit | Zylinder | Hubraum  | Leistung | Gewicht      |
| ------ | ------- | -------- | -------- | -------- | ------------ |
| D 15   | 1959–65 | 1        | 850 cm3  | 10 kW    | 900 kg       |
| D 25   | 1959–65 | 2        | 1700 cm3 | 15–18 kW | 1300–1350 kg |
| D 30   | 1960–65 | 2        | 1700 cm3 | 20 kW    | 1300–1330 kg |
| D 35   | 1960–65 | 2        | 2660 cm3 | 26 kW    | 2000 kg      |
| D 40   | 1959–65 | 3        | 2550 cm3 | 26–29 kW | 1560–2100 kg |
| D 50   | 1960–65 | 4        | 3400 cm3 | 34–38 kW | 2150–2300 kg |
| D 70   | 1960–65 | 4        | 5322 cm3 | 53 kW    | 3100 kg      |
| D 80   | 1964–65 | 6        | 5100 cm3 | 59 kW    | 3750 kg      |